# 滿洲國警察

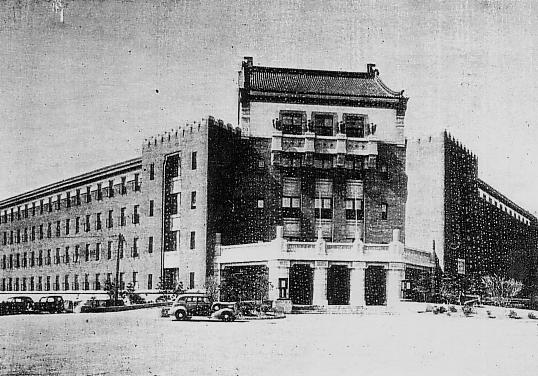
滿洲國治安部廳舍

滿洲國警察為記述滿洲國警察制度的條目。

## 概要
過去奉系軍閥治理滿洲時，雖擁有警察制度，不過因為警察素質低落而飽受惡評。
滿洲國建立後於日本的控制下建立新制，於中央設置警務司，負責統括滿洲國内全體警察。
並於各省設置警務廳，首都新京特別市為首都警察廳，奉天市、哈爾濱為警察厅，安東市、撫順市、鞍山市、吉林市、牡丹江市、齊齊哈爾、錦州市、佳木斯市、營口市為警務處，1938年底县警务局改为市、縣、旗警務科，县以下在重要城镇设立“警察署”，警察署下设若干派出所。哈尔滨警察厅办公建筑于1948年10月10日被改为“东北烈士纪念馆”正式开馆，1999年1月10日称为黑龙江省文物保护单位，哈尔滨市Ⅰ类保护建筑、爱国主义教育基地。 
职能警察
- 特务警察
- 外事警察
- 治安警察
- 交通警察
- 刑事警察
- 劳务警察
- 設海上警察隊擔任海上警察工作。
- 设“森林警察”大队负责讨伐东满、北满的东北抗日联军。
- 设国境警察本队、国境警察队、国境警察骑兵队。1938年国境各县警务科与国境警察合并改称国境警察队。
- 各铁道局警务处下设“铁路警务段”，由段长、副段长主持全段警务；段内设庶务系（主管文秘、人事、财物、教育、总务）、警察系（主管特务、情报、司法、保安）、警备系（主管保卫、训练、装备、讨伐）、爱路系（主管护路、宣传、宣抚、爱路）、外勤监督（主管警乘、直辖：线路巡察、押车、水源地、看守仓库、车站的外勤分派），各系由主任主持；警务段下设若干警务分所。1937年底，伴随“治外法权”废除，1938年1月1日满铁铁道总局警务局正式移交满洲国政府改为“铁道警护总队总监部”驻奉天，总监先后为三浦惠一、烟中金二、藤井贯、濑谷启，内设总务处、警务处（内设特务系）、警察处；原本隶属奉天、锦州、吉林、牡丹江、哈尔滨、齐齐哈尔铁道局的警务人员被整体剥离到满洲国治安部，铁道局警务处改为铁道警护队本部；各铁路警务段改为铁道警护队，下设警护分所。[1]1944年3月军事化改革，警护总队改组为警护军司令部（设在奉天），铁道局警护本队改为铁道警护旅，各铁道警护队改为铁道警护团。各警护分所改为警护分团。
- 设“卫生警察”负责卫生检查、禁烟、妓女管理。
- 设经济保安警察，掌管一切经济统制，如粮食配给，油盐配给、烟、酒、茶配给，棉布配给等，每月一次经济大搜查。

## 沿革
- 1932年（大同元年）3月　於滿洲國民政部設置「警務司」，各省設置警務廳。警务司长为甘粕正彥、尾吉五郎。1932年接收原张学良治下“各市县旗公安局的警察官、公安队和保安队队员而来，约有9万余人”。
- 1932年（大同元年）6月　於新京設置首都警察廳。
- 1934年（康德元年）3月　轉行帝制，愛新覺羅溥儀即帝位。
- 1937年（康德4年）7月　原军政部和民政部警务司合并组建治安部。警務司改由滿洲國治安部管理。警务司长佐涩古三郎。
- 1937年（康德4年）12月　取消大日本帝國的治外法權。
- 1937年末，警察系统有中国人70256名，日系人有7480名，合计77364名。
- 1937年12月28日在关东军司令部第二课的建议下成立“中央保安局”，职责对内部的各级官员实行内部监听监控，实施内部保卫，避免反日反满势力渗透破坏；对外则是打击地下反满抗日组织和团体，肃清国共两党及苏联等敌对势力。
- 1939年（康德6年）12月　制定《警察綱領》。治安部警察总局局长兼任中央保安局局长；各省警察厅厅长兼任各省保安局局长。在职责权限安排上，警察系统的特务科担任对外防谍事务，而保安局则是在军政内部负责防谍事务（即甄别），另外保安局负责向苏联和外蒙古派遣间谍。1944年，由于国际形势变化，保安局停止向苏联外蒙古派遣间谍。1945年保安局裁撤，其工作由宪兵队接管。
- 1940年为强化国境警察机构，把国境监视队、警务局、警察署合并为国境警察本队。沿边各村屯均有警察小队进驻。
- 1942年通过《治安维持法》，取代了1932年的《暂行惩治盗匪法》
- 1943年（康德10年）4月　廢除治安部，改为军事部。从原治安部剥离的警务司改为国务院总务厅直管的警务总局。

## 組織

### 警務司的組織
1940年（康德7年）時
- 參事官室
- 警務科
  - 總務股、人事股、經理股、企劃股
- 警備科
  - 警備股、防空股、通信股、銃器股
- 特務科
  - 特務股、思想股、檢閱股
- 保安科
  - 保安股、交通股、經濟保安股
- 刑事科
  - 刑事股、防犯股
- 教養科
  - 教養股、教材股
- 兵事恩賞室

### 警務總局的組織
1943年（康德10年）時
- 官房
  - 參事官室、總務科、經理科、教養科、兵事恩賞室
- 警務處
  - 警備科、防空科、通信科、保安科、刑事科、經濟保安科
- 特務處
  - 特務科、特高科、外事科、

## 満洲國警察的階級
警长（含）以上为警官。
| 滿洲國警察   | 日本警察   |
| ------------ | ---------- |
| 警務司長     | 警察廳長官 |
| 首都警察廳長 | 警視總監   |
| 警察廳次長   | 警視監     |
| 警正總長     | 警視長     |
| 警正         | 警視正     |
| 警佐         | 警視       |
| 警尉         | 警部       |
| 警尉補       | 警部補     |
| 警長         | 巡查部長   |
| 警士         | 巡查       |

## 警察綱領
滿洲國警察於1939年12月制定全體警察的行動規範警察綱領。
- 警察官須為王道具現之先驅
- 警察官須為民族協和之中核
- 警察官須崇尚義勇擁護正義
- 警察官須尊重紀律融和團結
- 警察官須恪守誠實完成責任
- 警察官須持身廉潔公平無私
- 警察官須努力修養陶冶人格

## 制服
警察制服夏装为草黄色，冬装为黑色。戴大盖军帽，后改戴日本式战斗帽（前面齐眉，后面露出后脑勺最突出处）。上衣：冬季黑色，夏季草黄色。式样为立领对襟式，衣前上下各有贴袋两个，单排五粒金色金属扣。警裤：质地同上衣，警长以下配布制裹腿穿皮鞋，警尉补以上配皮制、呢子裹腿或大马靴。警察的帽徽样式为茶褐色桃形，金色高粱围绕着一个黄色盾牌，盾牌上有红蓝白黑四色的四角星，其颜色出自红蓝白黑满地黄国旗。
警衔自下而上为：警士、警长、警尉补、警尉（1937年前称巡官）、警佐、警正。
警察大盖帽的帽墙上的警衔标志：帽带为黑色皮制。冬季黑色，夏季草黄色，中缀警务司帽章。帽墙上按简任、荐任、委任三级各附三条、二条、一条金线。
警察常装袖章：袖线冬季用蓝色，夏季用黑色。按简任、荐任、委任三级各附三条、二条、一条袖线，下附该员阶级所含的梅花徽。
警服肩章为横式，质地为呢料，底板为该季衣色，外缘裹以金丝，按警阶具体分为： 警士：一枚梅花星章 警长：二枚梅花星章 警尉补：肩章中央附金色纵线一条，上缀一枚梅花星章（注：1945年后改为事务警尉） 警尉：肩章中央附金色纵线一条，上缀二枚梅花星章（注：1945年后改为监督警尉） 警佐：肩章中央附金色纵线一条，上缀三枚梅花星章 警正：肩章为满地金，上缀一枚大型梅花星章。

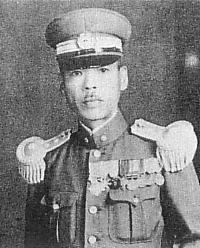
滿洲國警察官正裝
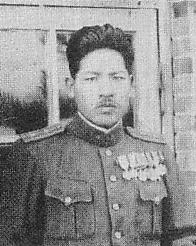
滿洲國警察官常裝

## 警察教育
- 满洲国中央警察学校：1932年6月，颁布《中央警察学校官制》，1932年12月在新京正式成立中央警察学校，设在长通路陆军监狱（后为长春监狱），还在长通路原沙俄驻长春领事馆设立新京警察官练习所。警务司长兼任兼任校长，第一任校长甘粕正彦。1935年7月开始在新京市南岭小街大同学院东北部修建新校舍，1938年建成后迁入（现为“长春市历史建筑”）。1943年4月在中央警察学校的基础上，成立了高等警察学校。

1932年在奉天、哈尔滨、齐齐哈尔和承德分别设立了警察官练习所。设本科、别科（讲习科）和普通科三科，另外别设研究科。1934年各地的警察官练习所均更名为“地方警察学校”，此后在延吉、佳木斯、黑河、锦州、安东等省会城市均设立了地方警察学校，而在各省又设立基层警察训练所。形成了三级警察教育体制。1943年4月各地方警察学校整合为“第一至第七警察学校”，不在归各省警察厅管辖，均由高等警察学校监管。其中原新京地方警察学校改为满洲国第一警察学校，其余在奉天、哈尔滨、吉林、安东、齐齐哈尔和兴安依次为“第二至第七警察学校”。
- 新京地方警察学校/第一警察学校
- 奉天警察官练习所/奉天省地方警察学校/第二警察学校：地点在沈阳大西门外往南不远的胡同里，原张作霖省政府所在地。
- 吉林警官练习所/吉林省地方警察学校（驻地今吉林市朝鲜族中学）/中央第三警察学校
- 哈尔滨警察官练习所/哈尔滨地方警察学校/第四警察学校
- 安东省地方警察学校/第五警察学校：在元宝山下现丹东市第一医院住院部。
- 齐齐哈尔警察官练习所/齐齐哈尔地方警察学校/第六警察学校
- 兴安警察学校/第七警察学校
- 延吉地方警察学校
- 通化省地方警察学校
- 牡丹江地方警察学校
- 佳木斯地方警察学校
- 黑河省地方警察学校
- 锦州省地方警察学校
- 热河省地方警察学校